# Ctenosaura palearis
Ctenosaura palearis es una iguana endémica de la región semiárida del valle del Motagua, Guatemala, que fue descrita por Stejneger (1899).  Su hábitat es una combinación de bosque seco y monte espinoso, con un rango altitudinal de 350-700 m s. n. m.; se caracteriza por árboles altos y gruesos, y una mayor frecuencia de cactus tuno (Stenocereus pruinosus), quebracho (Albizzia idiopoda), nance de iguana (Ximenia americana) y timboque (Tecoma stans).
Esta iguana se alimenta principalmente de hojas, frutos, insectos (hormigas, avispas y coleópteros) y flores.  El fruto del cactus es uno de sus principales fuentes de alimento. Los ejemplares habitan principalmente dentro de tallos secos del tuno (Stenocereus pruinosus). Esta iguana puede ser considerada como una especie clave dentro del ecosistema ya que probablemente juega un papel importante en la dispersión de semillas, principalmente de cactáceas columnares como Stenocereus spp. y Pilosocereus spp. y por su posición trófica, siendo presa clave para especies como el "escorpión" Heloderma horridum charlesbogerti.
Esta especie de iguana está siendo amenazada principalmente por la pérdida de hábitat debido al cambio de uso de suelo, comercio ilegal, aumento de la población que conlleva a la sobreexplotación del recurso y prácticas inadecuadas de caza. Esto ha llevado a que haya sido incluida en el apéndice II de la CITES, regulándose su comercio. La especie es cazada principalmente como fuente de alimento, y se le atribuye erróneamente efectos medicinales. Estos factores pone en riesgo a la supervivencia de la especie, ya que el número de individuos podría reducirse aún más. La especie estaba considerada en peligro crítico de extinción por la IUCN, aunque en la última revisión han rebajado el peligro y no es crítico.